# پلی‌اشتاین
شهر پلی‌اشتاین (به آلمانی: Pleystein) در ایالت بایرن در کشور آلمان واقع شده‌است.